# Iván Malón
Iván Malón Aragonés  es un futbolista español que juega como lateral derecho en el CF Badalona de la Segunda División B de España.

## Trayectoria
El lateral derecho debutó con el CF Gandía en Segunda B, pasando más adelante por diversos clubes como el Ontinyent, Real Murcia, Pontevedra, Alavés, Numancia y Mirandés, antes probar con el fútbol griego.
En la temporada 2016-17, Iván fue titular la primera vuelta de la temporada en el Veria FC, pero en el mercado de invierno, el jugador se comprometió con el Cádiz CF hasta el 30 de junio de 2017, con opción a una temporada más, volviendo así el jugador a su país natal.
Tras abandonar la disciplina del Cádiz CF, firmó con el Recreativo de Huelva del grupo IV de la Segunda B con el que disputaría la temporada 2017-18.
En verano de 2018, el defensa firmó por el Ermis Aradippou de la Primera División de Chipre.

## Equipos
| Club                     | País   | Año     | División                   | Part. | Goles |
| ------------------------ | ------ | ------- | -------------------------- | ----- | ----- |
| CF Gandía                | España | 2005-06 | Segunda División B         |       |       |
| UD Oliva                 | España | 2006-07 | Tercera División           |       |       |
| Ontinyent Club de Fútbol | España | 2007-08 | Segunda División B         | 22    | 0     |
| Real Murcia B            | España | 2008-09 | Segunda División B         | 22    | 0     |
| Real Murcia              | España | 2009    | Segunda División           | 4     | 1     |
| Pontevedra CF            | España | 2009-10 | Segunda División B         | 36    | 0     |
| Deportivo Alavés         | España | 2010-11 | Segunda División B         | 31    | 1     |
| CD Numancia              | España | 2011-12 | Segunda División           | 10    | 0     |
| CD Numancia              | España | 2012-13 | Segunda División           | 32    | 0     |
| CD Mirandés              | España | 2013-14 | Segunda División           | 17    | 0     |
| Veria FC                 | Grecia | 2014-16 | Superliga de Grecia        | 0     | 0     |
| Cádiz CF                 | España | 2016-17 | Segunda División           | 0     | 0     |
| Recreativo de Huelva     | España | 2017-18 | Segunda División B         | 0     | 0     |
| Ermis Aradippou          | Chipre | 2018-19 | Primera División de Chipre | 0     | 0     |